# Logny-lès-Aubenton
Logny-lès-Aubenton je francouzská obec v departementu Aisne v regionu Hauts-de-France. V roce 2011 zde žilo 77 obyvatel.

## Sousední obce
Any-Martin-Rieux, Aubenton, Auge (Ardensko), Bossus-lès-Rumigny (Ardensko), Hannappes (Ardensko), Mont-Saint-Jean

## Vývoj počtu obyvatel
Počet obyvatel 